# 耒タルベキ素敵 (曲)
「耒タルベキ素敵」（きタルベキすてき）は、日本の歌手である沢田研二の67枚目のシングルである。2000年8月9日に東芝EMIのイーストワールドレーベルより発売された。

## 解説
- 同年発売のアルバム『耒タルベキ素敵』の先行シングル。沢田とゆかりのあるミュージシャンが1人1曲ずつ提供した2枚組アルバムの最終曲で、作曲者の吉田光（DER ZIBET）は過去に楽曲「オリーヴ・オイル」（作詞は同じく覚和歌子）などを手がけている。
- カップリング曲はTEA FOR THREE名義となっている。「君を真実に愛せなくては他の何も続けられない」以来の楽曲発表である。同ユニットが残した最後の音源で「愛にしよう」は沢田が作曲している。
- 初めて12cmマキシシングルでのリリースとなった。

## 収録曲
1. 耒タルベキ素敵
  - 作詞：覚和歌子／作曲：吉田光／編曲：白井良明
2. 愛にしよう（TEA FOR THREE）
  - 作詞・作曲：沢田研二／編曲：森本太郎
3. 僕の空（TEA FOR THREE）
  - 作詞：岸部一徳／作曲・編曲：森本太郎